# ويليام مونتجومري
ويليام مونتجومري (بالإنجليزية: William Montgomery)‏ هو قاضي وسياسي أمريكي، ولد في 3 أغسطس 1736، وتوفي في 1 مايو 1816. انتخب عضو مجلس ولاية بنسيلفانيا وانتخب عضو مجلس نواب بنسيلفانيا وانتخب عضو مجلس النواب الأمريكي.